# Lily Winters
Lily Amanda Winters  (anciennement Romalotti et Ashby) est un personnage du soap opera Les Feux de l'amour. Elle est interprétée actuellement par Christel Khalil.

## Interprètes
Elle a été interprétée par :
- Vanessa Carson (de 1995 à 1996)
- Brooke Marie Bridges (de 1996 à 1998 et en 2000) en étant enfant

Lily réapparaît adolescente en 2002, interprétée par :
- Davetta Sherwood du 6 février 2006 à septembre 2006
- Christel Khalil du 15 août 2002 au 2 septembre 2005 et depuis le 7 novembre 2006

## Histoire

### L'enfance de Lily
- Lily est le fruit d'une nuit d'amour entre Drucilla et Malcolm Winters. Drucilla, ayant pris des médicaments a confondu Malcolm avec son frère Neil Winters, avec qui elle est mariée. Comme elle avait du mal à avoir des enfants, elle a gardé le bébé. Sa sœur Olivia lui a conseillé de ne pas faire de test de paternité.
- Drucilla dit à Neil qu'il est le père. Neil a donc élevé Lily comme sa fille.
- Lorsque Lily a 2 ans, Neil et Drucilla divorcent car Neil ne supporte pas qu'elle soit mannequin. Drucilla part à Paris avec sa fille. En 2000, Drucilla et Lily reviennent car Olivia a un cancer et a besoin d'un don de moelle osseuse de sa sœur. Elles repartent ensuite à Paris.

### Le retour à Genoa
- En 2002, Drucilla revient à Genoa avec sa fille Lily, âgée de 15 ans. Lily est une adolescente insolente et capricieuse. Drucilla avait eu l'idée de revenir pour demander de l'aide à son ex-mari, mais elle se rend compte que Neil a bien changé ; depuis la mort de Malcolm, il est devenu alcoolique, il a démissionné de son poste de Vice-président de Newman entreprise et pour couronner le tout il vit dans un quartier mal famé avec une serveuse, Sierra.
- Ses retrouvailles avec sa fille et son ex-femme font énormément de bien à Neil, il décide donc de rentrer en cure pour se faire soigner de son addiction à l'alcool, par la suite Victor Newman lui rendra son poste à Newman entreprise et plus tard il reformera une famille avec sa fille et Drucilla, avec qui il se remariera au Japon en décembre 2003.

### L'affaire Kevin Fisher
- Lily s'inscrit sur un site de rencontres, et y fait la rencontre de Kevin Fisher, un jeune homme de 25 ans. Malgré les avertissements de ses amies Colleen Carlton et Sierra Hoffman, elle décide de coucher avec, car celui-ci lui dit que si elle l'aime, il faut coucher avec lui. Lily, follement amoureuse, accepte. Cette nuit-là, Colleen, qui était au courant appelle Neil et Drucilla pour les mettre au courant. Ils arrivent trop tard.
- Kevin décide de se venger de Colleen : le soir du gala de charité de 2003, il l'enferme dans la chambre froide du restaurant de Gina et y met le feu. Sauvée de la chambre froide, Colleen ne pourra jamais prouver que c'était la faute de Kevin car il n'y a aucune preuve matérielle.
- Kevin transmet à Lily une MST le Chlamydia. Elle est soignée à temps. La famille Winters porte plainte mais Kevin est soigné avant de faire les tests qui sont donc négatifs.
- Après l'arrivée de Daniel Jr., le fils de Phyllis, Kevin se lie d'amitié avec lui. Kevin lui demande de l'aide pour se racheter une conduite. Ils paient donc Alex, un SDF pour qu'il drogue Lily et que Kevin aille la sauver. Tout se passe au centre des jeunes de Victor Newman. Lily, allergique aux composants de cette drogue, réagit très mal et est retrouvée presque morte par Kevin, qui arrivera juste à temps car Alex, profitant de l'état d'extrême faiblesse de Lily, s'apprête à la violer. L'image de Kevin s'améliore, mais personne n'oublie son passé.

### L'arrivée de Devon
- Au cours de l'été 2004, Lily travaille au centre de loisir des jeunes, elle y rencontre un jeune à problèmes : Devon Hamilton. Arrogant, il rejette complètement le soutien de Lily. Avec le temps, ils lient amitié. Devon lui avoue qu'il est ballotté de centre en centre, que son père est mort et que sa mère Yolanda est une droguée qui vit dans la rue.
- Lily apprend qu'il va bientôt partir au "Niveau 12", centre pour les jeunes sans famille, pire qu'une prison. Sous le charme de Devon, Drucilla décide de l'accueillir. Lorenna Davis, l'officier de mise à l'épreuve de Devon accepte, croyant que Neil est d'accord et qu'il accepte Devon. Neil ne voit pas l'amitié de Devon et Lily d'un bon œil, il craint que cette amitié n'évolue en amour. Il refuse que Devon s'installe définitivement chez eux. Mais Drucilla tient bon et Neil finira par céder.
- Grâce aux Winters, Devon reprend ses études, il est plus calme, moins sauvage, il se fait des amis à Genoa, et entre lui et Lily une véritable relation frère/sœur est née. Drucilla décide de l'adopter alors que Neil est hésitant. Drucilla recontacte Mme Davis et lui fait croire qu'elle et Neil veulent adopter Devon. Quand celle-ci découvre le mensonge, elle retire Devon aux Winters et l'envoie au "Niveau 12".
- Furieuse, Lily s'enfuit et va retrouver Devon, tous les deux partent et restent des semaines dans un centre pour jeunes avant d'être retrouvés. Grâce à l'influence de Victor Newman, qui connait Mme Davis, Devon rentre avec Lily chez les Winters et finit par être adopté grâce à l'accord de Neil.

### Le retour de Malcolm Winters et le début de la romance avec Daniel Jr.
- En 2002, Malcolm Winters avait été déclaré mort à la suite de l'écroulement d'un pont. Deux ans plus tard, en 2004, il revient déclarant qu'il a été recueilli et soigné par des autochtones. Il revient pour revoir Nathan, le fils d'Olivia qu'il considère comme le sien. Olivia lui en veut d'abord puis, par la suite, lui pardonne.
- Malcolm trouve un travail au Néon écarlate. Devon, croyant que tout le monde a oublié le jour de son anniversaire, fait l'école buissonnière et se rend au zoo ; toute la famille va le chercher mais Lily, qui apprend à conduire en compagnie de son père, perd le contrôle de la voiture et Neil est gravement blessé.
- Neil a perdu beaucoup de sang et Malcolm lui en donne. Drucilla en profite pour faire un test de paternité qui révèle que Malcolm est le père de Lily. Apprenant la nouvelle, Malcolm décide de faire comme si de rien n'était.
- Lily commence à sortir avec Daniel Romalotti Jr, le fils de Phyllis, qui est l'ennemie de Drucilla. Cassie Newman la fille de Nick et Sharon, est, elle aussi, amoureuse de Daniel. Un soir, lors d'une fête où Lily l'ignore complètement, écoutant les conseils de ses amis qui ne pensent pas que Daniel est un garçon sûr à cause de son amitié avec Kevin Fisher, Daniel se saoule. Cassie décide de le ramener au ranch avec la voiture de Dani.
- Ils ont un grave accident, Daniel n'a que quelques blessures mais ne se rappelle pas ce qui s'est passé. Quelques jours plus tard, Cassie Newman meurt sans pouvoir avouer à ses parents que c'était elle qui conduisait la voiture.

### Les conséquences de la mort de Cassie Newman
- Après la mort de Cassie, Daniel est accusé d'avoir conduit la voiture. Daniel se cache dans la nursery du manoir Abbott. Lily, qui croit en son innocence, lui apporte à manger. Mais elle est découverte par Malcolm. Les deux ados décident de partir en voiture, ils vont à Los Angeles suivis par Phyllis et Nick qui est prêt à tuer Daniel Jr. Le couple va chez Brendan un musicien du groupe de Danny Romalotti, le père de Daniel. Ils l'attendent. En campant sur la plage, Daniel a un flash de l'accident et se rappelle que c'était Cassie qui était au volant.
- Quelques jours plus tard Brendan retrouve Phyllis, Nick et Neil chez lui et leur dit que Lily et Daniel sont sur la plage. En voyant Daniel, Nick lui court après mais est arrêté juste à temps par Phyllis. Tandis que Lily se jette dans les bras de son père.
- De retour à Genoa, Lily est accusée de complicité, car elle a aidé Daniel à fuir. Daniel est jugé pour homicide involontaire. Lily est libérée sous caution et à condition qu'elle ne revoie plus Danny et qu'elle aille dans un pensionnat strict. Ses parents l'y envoient donc. Daniel est libéré après que la cour s'est rendu compte que le talon de botte coincé sous l'accélérateur appartenait à Cassie et donc que Daniel ne conduisait pas.
- Comme Lily et Dani n'ont pas le droit de communiquer, ils se parlent via un site internet, mais ils se font surprendre. Neil et Drucilla demandent à Lily d'écrire une lettre de rupture, ce qu'elle fait. Elle la confie à Devon pour qu'il la donne à Daniel, Lily en écrit une deuxième qui explique que la première est fausse mais Devon ne la transmet pas. Il est contre sa relation avec Danny et est, lui aussi, amoureux de Lily.
- Les parents de Lily se languissent de leur fille et décident de la faire revenir, mais lui demandent de ne plus voir Daniel ce qu'elle accepte ; mais elle demande à son amie Colleen de faire semblant de sortir avec Daniel.

### La vérité sur le père de Lily et son mariage avec Daniel Jr.
- Se lassant de ce mensonge sur leur couple Lily et Daniel décident de tout dire à leurs parents, mais quand Lily va au bureau de sa mère, elle surprend une dispute entre Drucilla et Phyllis ; cette dernière déclare que Neil n'est pas le père de Lily mais que c'est Malcolm. Lily a une discussion avec sa mère et décide de ne rien dire à son père qu'elle considère toujours comme tel.
- Une fois la vérité éclatée sur le fait que Lily et Daniel sont encore ensemble, Neil déçu, décide de renvoyer Lily au New Hampsire dans l'école privée où elle était. Elle décide alors de s'enfuir à Las Vegas avec Danny pour se marier. De retour à Genoa, mariés, leurs parents sont déçus mais n'essayent pas de les séparer à nouveau. Lily trouvera un travail de vendeuse à la boutique de Lauren Femnore.
- Après une dispute avec Drucilla, Lily enverra un message à Daniel dans lequel elle critique sa mère parce qu'elle cache à Neil la vérité sur Malcolm et sa paternité, mais elle se trompera de contact et l'enverra à Neil. Après tant d'années Drucilla révèle enfin à son mari que Malcolm est le père biologique de Lily. Cette dernière lui dira que malgré cette nouvelle il restera toujours son père et que ce n'est pas le sang qui changera sa conception des choses.
- Alex (le type que Kevin et Daniel avaient payé, pour droguer Lily pour qu'ainsi Kevin se rachète une conduite en faisant semblant de la sauver) revient à Genoa pour faire chanter à Kevin et Daniel les menaçant de tout raconter à Lily. Au courant de l'histoire, Jack Abbott et Phyllis conseillent à Daniel de tout raconter à sa femme avant que celle-ci l'apprenne d'Alex. Kevin et Gloria droguent Alex et font une vidéo dans laquelle on voit Alex violer Jana Hawkes. Alex prend peur et quitte la ville. Daniel dévoile cette histoire à Lily, celle-ci le prendra mal et partira de leur appartement pour aller revivre avec ses parents.
- Elle l'invitera quand même le jour du dîner qu'elle organisera pour sa remise de diplôme, ils se réconcilieront à la déception de Neil et Drucilla qui faisaient tout pour que leur fille demande le divorce.

### La tempête de neige et la disparition de Drucilla Winters
- Un soir de décembre, une tempête s'abat sur Genoa, Daniel et Lily ont un accident de voiture, Lily arrive à sortir du véhicule contrairement à son mari coincé dans l'épave. Lily ira chercher du secours sur la route. Nick Newman, le nouveau mari de la mère de Daniel, Phyllis, passe par là pour rejoindre sa femme qui va accoucher. Voyant Lily au bord de la route, il s'arrête et se rend compte que son beau-fils est coincé dans la voiture qui commence à prendre feu, après maintes péripéties Nick conduit Daniel, dans un état assez grave, à l'hôpital. Il restera à l'hôpital quelques jours, mais il s'en remet. Lily et Daniel y rencontreront la demi-sœur de ce dernier, Summer, fille de Phyllis et Nick Newman née pendant la tempête de neige.
- Quelques mois plus tard, lors d'une séance photo au bord d'une falaise, une dispute éclate entre Phyllis et Sharon. Drucilla qui était au téléphone avec son mari passe le téléphone à Lily pour aller secourir Sharon, sa meilleure amie. Drucilla tente de séparer les deux jeunes femmes mais perd l'équilibre, elle tombe de la falaise suivie de Sharon, que Daniel Jr. et Phyllis retiennent par la main ; mais celle-ci lâche. À l'autre bout du fil, Neil ne comprend pas ce qui se passe en entendant sa fille crier.
- Quelques heures plus tard, Sharon sera retrouvée vivante, mais à part son blouson nulle trace de Drucilla. Olivia sa sœur reviendra à Genoa pour les funérailles. Neil, lui, redeviendra alcoolique mais se guérira par la suite d'abord grâce à Olivia puis grâce au centre de désintoxication.

### Le divorce de Lily et Daniel et l'arrivée de Karen Taylor
- Ambre Moore la nouvelle blonde ravageuse de Genoa se lie rapidement d'amitié avec Daniel, elle lui montre son site avec des photos pornographiques d'elle, il prend un abonnement et videra son compte bancaire à cause de ça puis deviendra carrément un accro du porno ne pouvant vivre que pour ça. Malgré les conseils de ses proches Daniel continue, ce qui déclenchera sa séparation avec Lily qui demandera le divorce.
- Colleen organise une fête en l'honneur de Lily pour son divorce ; pendant la soirée Lily et Cane Ashby, l'ex d'Ambre, s'embrassent et décident de sortir ensemble. Cane est le fils biologique de Jill (Phillip III n'est pas le fils biologique de Jill, Katherine Chancellor l'avait échangé à la naissance) revenu en ville il y a peu.
- Lily et Devon sont jaloux de Karen Taylor qui passe beaucoup de temps avec leur père, Neil. Lors d'une discussion entre Lily et Devon, celle-ci avoue à son frère qu'elle n'aime pas du tout Karen et ne veut pas la voir pour Thanksgiving. Karen entend tout et décide de ne pas venir. Karen confronte Lily, qui s'excuse et la réinvite mais Karen, attristée, part et ne l'écoute pas. Plus tard, Lily ira la voir et lui re-proposera, elle acceptera. Lily ira annoncer la nouvelle à son père et lui dira que Cane viendra dîner car Jill et Katherine ne seront pas en ville ce jour-là, Neil n'est pas très joyeux.

### Un nouveau couple: Lily et Cane
- Lily se lance dans le mannequinat, elle est épaulée par Chloe Mitchell qui lui fera même prendre de la drogue pour rester mince. Elle travaille pour Jabott cosmétique en faisant des séances photo pour une nouvelle marque “Visage frais de Jabot”.
- Lily et Cane décident de passer au niveau supérieur dans leurs relations. Neil est plutôt contre, n'y voyant pas que du bon, mais grâce à Karen il changera d'idée et acceptera Cane.
- Pour la St Valentin 2008, Lily fait une surprise à Cane, elle a décoré une suite de l'athletic club en suite parisienne, après avoir échangé quelques mots en français, ils feront l'amour pour la première fois.
- Lily fait la première couverture du magazine de mode Restless Style créé par Nick, Phyllis, Sharon et Jack. Chloe interdit de plus en plus de manger à Lily, qui devient presque anorexique ; à cause de sa carrière dans le mannequinat, ses notes à l'université chutent. Au fil des jours elle se sent mal, et découvre qu'elle est enceinte.
- En apprenant la nouvelle Cane la demande en mariage, mais elle refusera car elle rêve d'un mariage par amour et pas par obligation. Cane est sous le choc mais il finit par accepter.
- Lors de l'échographie, les docteurs annoncent à Lily qu'elle n'a jamais été enceinte mais qu'elle avait un œuf clair. Lily et Cane sont malheureux. Après ce malheureux incident le couple décide de repartir à zéro.
- Chloe vient habiter avec Devon et Lily, Cane propose à Lily de venir habiter à la résidence Chancelor ce qu'elle refusera. Un soir où Chloe est ivre, elle embrasse Cane.
- Chloe tombe amoureuse de Cane, elle fera tout pour le séparer de Lily, le jour où Lily et Chloe doivent aller à New York pour une séance photo, Chloe fera mine d'être malade, mais malheureusement pour elle le vol de Lily sera annulé. Lily décide d'arrêter sa carrière de mannequin.

### Le carré amoureux: Lily, Chloe, William et Cane
- Chloe apprend qu'elle est enceinte, elle fait croire à Cane que c'est une lui le père. Quelques jours plus tôt Cane avait demandé Lily en mariage, apprenant la nouvelle Chloe jalouse, drogue Cane et l'emmène dans sa voiture, celui-ci croira à son réveil qu'il a couché avec elle. Lily et Cane rompent leurs fiançailles, et cette dernière conseillera à Cane de se marier avec Chloe, comme lui a voulu le faire quand ils ont cru qu'elle était enceinte. Malgré ses sentiments pour Lily Cane épouse Chloe.
- William Abbott, le demi-frère de Cane, revient en ville. On apprendra très vite que c'est lui le père du futur bébé de Chloe. Ils s'étaient rencontrés à New York il y a peu, ils avaient couché ensemble et Chloe était tombé amoureuse de lui ; mais elle a tout fait pour que Cane croie que c'est lui le père car de facto l'enfant serait un héritier de la richissime famille Chancelor.
- Lily recommence à chercher l'amour sur internet. Elle rencontrera "Liam" avec qui elle discutera des semaines. Au moment de se rencontrer physiquement, William lui avoue qu'il est "Liam", ils sortiront ensemble. Cette relation n'est pas du goût de Cane qui entretient une rivalité avec son frère. Chloe, qui a une manie de vouloir les petits copains de Lily commence à se rapprocher de lui, elle fera tout pour le récupérer.
- William apprend que l'enfant de Chloé est le sien, il éprouvera une nostalgie en touchant son ventre.
- Lily et William passent la St Valentin 2009 au chalet des Abbott, là-bas il lui avoue toute la vérité au sujet de lui et Chloe. Folle de jalousie, Chloe les rejoint, mais à son arrivée les contractions commencent. Lily aide le bébé à sortir avec l'aide de sa tante Olivia au téléphone, William est aux anges en voyant sa fille. Mais Chloe fait une hémorragie et doit être transportée aux urgences. Cane décide d'appeler sa fille Cordelia Katherine Valentine Ashby, mais Lily et William lui révèlent qu'il n'est pas le père. Cane le prendra très mal

### La garde de Cordelia et le mariage de Lily et Cane
- Après cette nouvelle, Cane décide de se remettre avec Lily. Il lui avoue qu'il l'aime toujours. Puis il fera tout pour avoir la garde de Cordelia qu'il considère comme sa fille. Il menace d'abord Chloe en lui disant que soit elle accepte qu'il ait la garde de Cordelia soit il démontrera au tribunal qu'elle est inapte à élever un enfant. Il engage Michael Baldwin pour son divorce avec Chloe. Cane demande Lily en mariage et enfin elle accepte. Lily emménage dans l'appartement de Cane.
- Chloe et William se marient pour avoir la garde de Cordelia. Lily qui en a marre de cette histoire rompt ses fiançailles avec Cane, elle refuse de l'épouser tant qu'il voudra enlever Delia à ses parents. Cane arrête ses procédures de garde exclusive au grand enchantement de Lily.
- Le 15 mai 2009, Lily et Cane se marient enfin dans une somptueuse cérémonie. Cane achètera le bar "Jimmy", mais le revendra peu de temps après à Mackenzie Browning
- Tout Genoa apprendra que Cane n'est pas le fils biologique de Jill, il s'était fait passer pour tel à partir de 2007 en faisant croire que Phillip Chancellor III, le fils qu'a élevé Jill, n'était pas le bon.
- Le véritable fils de Jill est encore en vie et avait masqué sa mort en 1989 pour échapper à son mariage raté avec Nina, fuir les responsabilités d'héritier des industries Chancellor et vivre son homosexualité. Il revient en ville pour tout expliquer à sa famille mais trop tard, Cane est déjà passé pour un imposteur, plus personne ne veut lui parler ; Lily lui rend sa bague et revient habiter avec son père.

### La maladie de Lily
- Après tout ça, Cane décide de quitter la ville. Lily a une grosse douleur au bas-ventre, elle croit être enceinte, mais la vérité est bien plus grave. Le 17 juillet 2009 on découvre que Lily a un cancer de l'utérus. Mackenzie ira chercher Cane à l'aéroport juste avant son départ et lui annoncera la nouvelle. Cane et Lily se retrouvent et décident de se remettre ensemble. Bien que les docteurs ont dû enlever l'utérus de Lily, Cane lui avoue qu'ils ont réussi à congeler deux ovules et qu'elle pourra avoir des enfants biologiques si elle le souhaite.
- La veille de sa première chimiothérapie, Lily demande à Cane de lui raser le crâne, elle ne pourra pas supporter de voir ses cheveux tomber au fil des semaines et les raser est sa façon à elle de dépasser la maladie. Alors que Lily suit son traitement, en octobre 2009, sa meilleure amie, Colleen décède à la suite de sa noyade qui l'avait plongée en mort cérébrale. Plus tard Mackenzie décidera de porter l'enfant des Ashby en se faisant implanter les 2 ovules congelés de Lily. La transplantation est une réussite, Mackenzie est enceinte de jumeaux.
- Le 29 décembre 2009, alors que Lily est au plus mal, Malcolm vient lui rendre visite à l'hôpital.
- Lily participe à plusieurs expériences mais toutes échouent. Il y en a une qui reste à envisager, utiliser le liquide amniotique des jumeaux, mais Lily et Mac refusent catégoriquement car il y a un risque pour les jumeaux.

### La naissance des jumeaux
- Cane décide d'utiliser la justice pour forcer Mac à lui donner le liquide amniotique pendant l'absence de Lily. Mais Lily intervient en plein procès pour demander au juge d'arrêter l'audience. Cane décide d'annuler l'action en justice contre Mac, mais le fait de ne pas utiliser le liquide amniotique pour aider Lily à supporter la chimiothérapie condamne Lily.
- Le soir même, Mac ressent de grosses contractions alors qu'elle parle avec J.T. et sa grand-mère du procès. Elle est transportée à l'hôpital et accouche des jumeaux le 25 juin 2010, deux mois avant le terme : Cane et Lily décident de les appeler Charles et Matilda.

### Les Ashby en danger
- Cane s'en va tout de même en Australie pour une réunion professionnelle. Pendant son absence, Lily, Malcolm et Neil qui sont avec elle reçoivent des steaks en provenance d'Australie avec un mot : Un souvenir d'Australie. Elle pense que c'est Cane qui les a envoyés et donc ils les mangent. À son retour, Cane constate que Lily a reçu des steaks d'Australie et lui dit de les jeter en prétextant que des cas de vaches folles ont été détectées là-bas. En réalité, il se doute que ses ennemis l'ont retrouvé.
- Quelques jours plus tard, il reçoit un film intitulé Photos de famille dans lequel Lily est surveillée par quelqu'un. Par peur que sa famille soit menacée, il en parle à J.T. qui lui conseille de dire la vérité à Lily.
- Le 15 octobre 2010, les Ashby décident d'aller passer quelque temps au Lac de Genoa. Cependant, Lily tombe sur le CD et Cane est contraint de lui révéler qu'ils sont menacés, eux et les bébés. Ils décident de rentrer mais un policier les prévient de l'arrivée imminente d'une tornade. Ils restent dans la maison du lac mais Lily s'aperçoit qu'un homme les observe. Cane va voir dehors. Pendant ce temps, la tornade frappe et Lily s'inquiète de ne pas voir Cane revenir. Elle appelle J.T. pour lui dire que la tornade est en train de frapper là où ils sont et que Cane a disparu. Après que la tornade s'est calmée, J.T. part les rejoindre mais il a un accident de voiture sur la route et en sortant de sa voiture, il se fait électrocuter. Cane rejoint Lily et en rentrant vers Genoa, ils croisent la voiture de J.T. et le secourent.
- Juste après, Cane lui présente son ami James Collier, qu'il a fait engager chez McCall Unlimited. Elle a l'impression de l'avoir déjà vu, mais celui-ci lui affirme que non. En réalité, son nom est Blake Joseph et il fait chanter Cane.
- En décembre 2010, elle fait la connaissance du nouveau petit-ami de Jill, Colin Atkinson. Ce qu'elle ne sait pas, c'est qu'il est le père biologique de Cane.
- Plus tard, en 2011, Cane est obligé d'avouer la vérité à Sofia, la fiancée de son père biologique/oncle Malcolm, sur Blake. En colère d'avoir été bernée, Sofia couvre néanmoins Cane devant Tucker en lui demandant de donner une autre chance à James Collier. Mais Tucker découvre très vite que le véritable James Collier est mort et donc que l'homme que lui a recommandé Cane n'est pas celui qu'il prétend être. Il appelle Sofia et alors que celle-ci essaye de lui expliquer la situation, il la vire elle et Cane. Il est alors contraint de dire à Lily qu'il faisait partie d'une famille spécialisée dans le crime organisé en Australie et que Blake, qui s'est fait passer pour un policier le soir de la tornade, a été envoyé à Genoa pour le faire chanter. Elle n'en revient pas et est furieuse que Cane lui ait encore des choses sur lui, elle le met à la porte.

### La mort de Cane
- Neil apprend très vite que Cane a été viré et pour quelle raison. Il se rend alors chez sa fille qui lui avoue avoir mis Cane dehors. Il lui propose alors de venir s'installer quelques jours chez lui avec les jumeaux afin de réfléchir sur son avenir avec Cane, tout en sachant qu'elle sera plus en sécurité chez lui. Elle accepte. Avant de partir, Cane laisse un message vidéo à ses enfants.
- Le lendemain, le 2 février 2011, Cane revient chez eux avec l'intention de lui révéler toute la vérité, notamment son lien avec Colin mais trouve la maison vide. Il décide alors de lui écrire un mot dans lequel il avoue tout. En même temps, Sofia et Malcolm arrivent chez Neil et apprennent à Lily qu'un motard a renversé Sofia, légèrement blessée, et que ce motard est probablement Blake que Sofia avait menacé. Avec ce qu'elle vient d'apprendre, Lily conclut que sa place est auprès de son mari afin de l'aider à lutter contre ces malfrats. Elle décide alors de rentrer chez elle, sans savoir que Cane est passé car celui-ci est déjà parti : en effet, il a appris par William que Jill allait épouser son père le soir même à l'église protestante de Genoa et a décidé d'empêcher le mariage en révélant toute la vérité à Jill. Plus tard, Lily apprend aussi que Jill et Colin se marient le soir-même et en déduit qu'elle trouvera sûrement Cane là-bas. Elle prend place dans l'église avec ses enfants et attend Cane pour lui dire qu'elle lui pardonne tout. Alors que la cérémonie a déjà commencé, Cane arrive sur le parvis de l'église mais Blake en sort et l'empêche de passer. Ils se disputent très rapidement et Lily, en entendant la voix de Cane, sort de l'église. Mais brusquement, Blake sort un revolver qu'il pointe sur Lily et les jumeaux. Alors Lily se baisse mais en se baissant, lâche la poussette qui dévale les escaliers ; en même temps Cane bondit sur lui pour l'empêcher de tirer et au moment où Jill et Colin vont s'embrasser après le "Vous pouvez embrasser la mariée", un coup de feu retentit. Blake et Cane s'effondrent tous deux sur les escaliers, Lily hurle et Neil, qui arrive au même moment, rattrape la poussette de justesse. Blake meurt sur le coup, Jill, Colin et leurs invités se précipitent hors de l'église et Lily se précipite auprès de Cane, agonisant. Elle lui dit qu'elle lui pardonne, qu'elle l'aime et de tenir bon mais malheureusement Cane meurt dans ses bras (épisode diffusé en France le 29 juillet 2014 sur TF1).
- Après la mort de Cane, Lily tombe sur le message vidéo de Cane et est émue aux larmes. Elle décide d'organiser elle-même les funérailles alors que tous ses proches essayent de la ménager. Lors de la cérémonie, Lily parle avec Cane ; en fait, elle sait pertinemment qu'il est mort mais lui parler et se convaincre qu'il est devant elle lui permet de faire son deuil au mieux. Plusieurs personnes le remarquent dont Kevin et Traci, venue soutenir Lily dans cette épreuve. Elle reçoit même la visite de son cousin Nate, le fils d'Olivia.
- Quelques jours plus tard, c'est l'enterrement de Cane. Lily accepte que son père vienne à condition qu'il la laisse seule devant la tombe de Cane. Alors qu'elle pleure son mari, elle se retourne et voit Cane dans le brouillard en train de la regarder. Elle court vers lui et crie son nom mais il disparaît aussitôt. Neil la rejoint dans le même moment et elle lui explique qu'elle a vu Cane, qu'elle n'a pas rêvé, qu'il était bien là. Neil la réconforte et l'emmène chez elle. Lily ne démord pas et affirme encore qu'elle a vu Cane. Neil lui explique qu'elle l'a vu parce qu'elle voulait le voir mais Lily lui dit que ce n'était pas comme lors des funérailles : elle le voyait parce qu'elle le voulait, en sachant qu'il était mort mais là, elle s'est simplement retournée et a vu un homme, et cet homme était Cane. Elle reçoit le soutien de Sofia, qui lui explique comment elle a pu surmonter la mort de son père.

### Et s'il n'était pas vraiment mort?
- Lily continue à voir et à entendre Cane, elle se demande si elle ne deviendrait pas folle. Un soir après avoir cru que Cane était dans la maison, elle reçoit la visite de Danny. Celui-ci lui avoue alors que sa fille disparue est Lucy Abbott, la fille adoptive de William et Victoria. Elle lui confie à son tour qu'elle n'arrête pas de voir et entendre Cane. Elle lui explique qu'elle a pour commencer entendu dans le baby-phone jouer sa musique favorite mais que quand elle a été dans la chambre des jumeaux, tout était absolument calme puis qu'elle l'a vu dessiner un cœur sur la vitre givrée avant de disparaître. Danny la réconforte et l'embrasse sur la joue avant de partir. C'est alors qu'elle reçoit un message signé C. l'accusant d'oublier un peu que son mari est mort depuis peu pour se faire embrasser par un homme. Perturbée, elle file voir Danny pour lui montrer le message mais elle oublie le portable chez elle. Alors, ils retournent le chercher chez elle mais quand elle veut lui montrer le message, elle constate qu'il n'est plus dessus. Peu de temps après, en rentrant chez elle, elle aperçoit Cane dans le jardin devant l'une des fenêtres de leur maison. Mais elle se reprend tout de suite en se disant que c'est son imagination et il disparaît. Cependant, on aperçoit des traces boueuses devant la fenêtre devant laquelle il se tenait.
- Au bout d'un moment, elle décide de consulter un psychiatre, poussée par Lauren. Avec elle, elle parle librement et ose dire des choses qu'elle ne dirait pas à sa famille car ils la prendraient pour une folle. Juste après, elle se recueille sur la tombe de Cane. C'est alors qu'il lui apparaît une nouvelle fois. Cette fois-ci, elle est prête à s'enfuir mais plus il se rapproche d'elle, plus il lui semble réel. Ils se parlent mais elle reste assez perplexe puisqu'elle sait qu'il est impossible qu'il soit toujours en vie. Mais quand il lui dit de le toucher, elle constate qu'il se tient bien devant elle. Elle n'en revient pas et se demande comment s'est possible. Cane lui dit qu'il ne comprend pas lui-même ce qu'il lui arrive. Il pense que même s'il est mort, c'est leur amour qui lui permet d'être encore là. Cependant leur conversation tourne court car Cane s'enfuit quand Jill et Colin arrivent. Après cette première expérience avec son défunt mari, elle décide d'aller régulièrement au cimetière afin de passer des moments privilégiés avec lui. Un jour, elle y ramène même les jumeaux mais ne le voit pas.
- Un jour, Cane vient lui rendre visite chez eux, ce qui la surprend beaucoup. Il a l'occasion de revoir les jumeaux pour la première fois depuis sa mort. Ce qui surprend d'autant plus Lily, c'est que les jumeaux le voient aussi. Mais pendant qu'elle parle avec lui, Colin la voit par la fenêtre très agitée. Quand il entre chez elle, Cane dit à Lily de ne pas s'en faire car seuls elle et les jumeaux peuvent le voir et l'entendre mais il ne sait pas pourquoi. Et effectivement, Colin ne le voit pas, ce qui la perturbe beaucoup sur le moment. Mais une fois parti, Colin va voir Jill en lui disant qu'il pense que Lily a besoin d'aide. Il en parle ensuite à Neil, qui le prend très mal au début mais qui finalement se rend à l'évidence : la santé mentale de Lily s'est dégradée depuis la mort de Cane. À la nuit tombée, Cane rejoint Colin dans un parc. On découvre que Cane a non seulement menti à Lily, puisque son père le voit mais surtout qu'il n'est pas Cane mais Caleb, son frère jumeau diabolique. Au fil de leur discussion, on apprend que Colin a organisé la mort de Cane et qu'il utilise Caleb afin de rendre Lily folle et d'en convaincre sa famille pour pouvoir retourner en Australie avec les jumeaux et en faire des membres de sa famille du crime. Pour l'instant, il est très content puisque son plan marche parfaitement et maintenant que Cane est mort, plus personne ne peut l'empêcher d'arriver à ses fins. Caleb veut passer à l'étape supérieure mais Colin refuse et lui demande d'être patient. Quand il s'en va, Caleb appelle quelqu'un discrètement comme s'il voulait que personne ne le voit. Il est ensuite rejoint par une femme dont le visage est caché.
- Quant à Lily, elle décide d'arrêter les séances avec son thérapeute. Celle-ci appelle Neil pour l'en informer et lui dire qu'elle ne pense pas que ce soit une sage décision. Elle lui demande de faire attention à elle. Ce que dit la thérapeute à Neil le conforte dans l'idée que Lily ne va pas bien. La preuve étant que quand il lui demande comment ça se passe avec la thérapeute, elle lui ment ouvertement.
- Le lendemain, "Cane" retrouve Lily chez eux. Il se montre très proche d'elle et lui avoue qu'il veut coucher avec elle. Elle aussi qui en a très envie accepte, mais soudain, elle préfère tout arrêter, se demandant si elle rêve ou si elle est devenue complètement folle. Alors que "Cane" tente de lui faire comprendre qu'elle ne l'est pas et qu'il faut qu'ils profitent du moment présent, Lily pète un plomb et lui demande de s'en aller et de disparaître de sa vie. Elle ne veut pas sombrer dans la folie car elle n'est plus seule maintenant, il y a les enfants. Ensuite, elle se rend à l'hôpital psychiatrique de Fairview afin de se faire interner après avoir confié Charlie & Matilda à Neil. Parallèlement "Cane" est rejoint par la même femme mystérieuse chez Lily. On voit son visage et on apprend que c'est sa mère, Geneviève. En se coupant le doigt en taillant une rose, Geneviève a un flash-back quand elle voit son sang coulé : elle revoit Caleb tiré sur Cane mais c'est Samantha qui prend la balle et meurt. À ce moment-là, Caleb et Colin sont restés impassibles alors que Cane et elle étaient bouleversés. C'est pourquoi elle tient à se venger de Colin. On apprend alors que Cane est bien en vie et que c'est Caleb qui est mort la nuit du 2 février. On voit sous forme de flashbacks de Cane et de Geneviève que ce fameux soir, Cane a reçu un message de son père avant le mariage, lui demandant de le rejoindre dans un endroit reculé pour en finir. Mais arrivé au point de rendez-vous, c'est Caleb qui est apparu. Il lui a annoncé qu'il comptait prendre sa place auprès de Lily et des jumeaux pour les emmener en Australie car c'était le plan de leur père. Alors que Cane voulait l'empoigner pour l'empêcher de partir, Caleb lui a enfoncé une seringue contenant de la drogue dans le bras et abandonné. Caleb s'est alors présenté à l'église dans laquelle son père se mariait mais il ne savait pas que Colin avait organisé la mort de Cane sur les marches, tout comme Colin ne savait pas qu'il était de retour, ce qui fait qu'il s'est fait tuer et tout le monde pensait que c'était Cane. Or, pendant ce temps, c'est Geneviève qui a retrouvé Cane, qu'il l'a informé de la mort de Caleb et qui lui a proposé de se joindre à elle pour faire tomber Colin, l'empêcher d'enlever les jumeaux et venger Samantha.
  - À l'écran, Cane meurt le 3 février 2011, tué par Blake. En réalité, les scénaristes avaient bien tué Cane et avaient viré l'acteur Daniel Goddard, mais devant la très importante mobilisation des fans américains du feuilleton, les scénaristes font machine-arrière et inventent qu’en fait c’est Caleb, le frère-jumeaux caché de Cane qui est mort. L’acteur Daniel Goddard est donc réintégré et Cane est de retour.

### Cane: le retour "d'entre les morts"
- Le 10 juin 2011, Colin est prêt à quitter la ville avec Charlie & Matilda. Il leur a même fait faire des faux passeports australiens. Il appelle Neil et le convainc de lui donner les jumeaux pour la nuit. Le soir même, il a un dîner romantique avec Jill au Gloworn. Au cours du dîner, il lui annonce qu'il doit partir pour affaires. Avant de partir, il l'embrasse passionnément, ce qui fait plaisir à Jill mais l'inquiète en même temps. Elle décide alors de le suivre. Pendant ce temps, Lily est à l'hôpital. En pensant à l'anniversaire des jumeaux qui approche, elle repense au moment où Mac a accouché et qu'elle les a vus pour la première fois quand soudain elle voit Cane qui l'observe derrière la porte de sa chambre et s'enfuit dès qu'elle l'aperçoit. Elle fait une nouvelle crise, ne comprenant pas pourquoi elle continue à le voir alors qu'elle est à l'hôpital psychiatrique. Après avoir quitté Jill, Colin va au néon Ecarlate pour récupérer les enfants. Mais Jill est également présente et en le voyant avec les jumeaux, elle pense qu'il veut lui faire une surprise. Elle continue à le suivre sans qu'il le voie. Mais au lieu de rentrer au manoir Chancellor comme il l'a dit à Neil, Colin se rend au domaine McMillan pour prendre l'hélicoptère avec "Caleb" et les jumeaux qui les ramènera en Australie. Geneviève les voit arriver et se cache dans les buissons. Quant à Jill se retrouve bloquée devant la barrière du domaine. C'est alors qu'elle entend un hélicoptère arriver et sur le point de se poser. Pendant ce temps chez les Ashby, alors qu'il cherche une feuille tombée derrière la commode, Neil découvre le mot que Cane a écrit à Lily le soir de sa mort disant qu'elle avait une sœur, Samantha, un frère jumeau, Caleb et que son père était Colin. Neil, ainsi que Sofia et Malcolm qui sont présents sont choqués par ce qu'ils apprennent. Ils réalisent que Lily n'était pas folle et que la personne qu'elle voyait était Caleb. Ils comprennent aussi que Colin les balade depuis le début et que les jumeaux sont en danger avec lui. Neil, qu'il n'arrive pas à joindre Colin, appelle Jill et lui dit tout. Celle-ci lui dit qu'elle est devant le domaine McMillan et que Colin est à l'intérieur avec les jumeaux en train d'attendre un hélicoptère. Neil part les rejoindre. Jill réussit à pénétrer dans l'enceinte du domaine et confronte Colin. Quand elle voit "Caleb", elle fait semblant de s'évanouir afin d'entendre leur plan. Quand elle se réveille, Colin lui dit la vérité. Écœurée qu'il se soit servi d'elle, elle lui dit qu'elle ne le laissera jamais partir avec les enfants avant de s'enfuir et chercher de l'aide. Malcolm et Sofia vont à l'hôpital et disent tout à Lily. Quand elle comprend que ses enfants sont en danger, elle fonce au domaine avec Danny, Malcolm lui reste avec Sofia qui se sent mal. Neil arrive et barre la route à Colin et "Caleb" après qu'ils ont mis les enfants dans la voiture. C'est alors que "Caleb" leur avoue être Cane. Neil n'y croit pas au début mais finit par se rendre compte que c'est vrai. Mais un homme de main de Colin arrive et empoigne Cane. Celui-ci dit à Neil de s'enfuir. Soudain, Colin entend une musique qu'il connait bien. Il se rend compte que Geneviève est dans le coup et qu'elle voulait le piéger avec Cane. Il entre dans la maison, voit l'urne contenant les cendres de Samantha ainsi que l'endroit où était son corps couvert de photos. Quand il crie le nom de Geneviève sachant qu'elle est là, elle lui apparaît sur le balcon. Elle lui avoue qu'elle est là pour se venger de lui puisque c'est à cause de lui que Samantha est morte. Lily, Danny, rejoint par Neil et Jill, arrivent et voient Geneviève pousser Colin par-dessus le balcon. Celui-ci tient la rembarre et supplie Geneviève de l'aider, mais celle-ci se réjouit de ce qu'il lui arrive et ne lève pas le petit doigt pour l'aider. C'est alors que Jill, bien que profondément blessé par ce qu'il lui a fait, monte sur le balcon et lui tient les mains pour le remonter. Geneviève, à côté d'elle, jubile et se moque d'elle. Quand elle lui annonce qu'elle est sa femme, Jill lâche Colin de surprise. À côté, Cane se bat avec l'homme de main de son père. Cane réussit à le désarmer mais une balle perdue part et pète le moteur de la voiture. De l'essence coule et se rapproche d'une cigarette allumée qu'a jeté Colin quand il est arrivé au domaine. Finalement, Cane la jette dans les buissons et réussit à sauver ses enfants avant l'explosion. Quand ils entendent l'explosion, Lily, Danny et Neil vont vers la voiture. Croyant qu'elle a affaire à Caleb, Lily lui ordonne de lui donner ses enfants. Cane lui dit que c'est bien lui et que c'est Caleb qui est mort, mais elle ne le croit pas tout comme Danny mais finalement, il réussit à la convaincre que c'est lui en lui parlant de choses qu'ils ont vécues ensemble. Cependant, elle refuse qu'il l'approche et qu'il approche les enfants parce qu'il lui a fait vivre un enfer et elle ne voit pas comment elle lui pardonnera ça. Colin est transporté à l'hôpital et est arrêté sur son lit d'hôpital. Le soir même, Cane et elle se croisent au parc. Elle ne comprend pas comment il a pu leur faire ça à elle et les enfants. Mais ils sont interrompus par Geneviève. Lily l'envoie sur les roses avant de partir elle-même.
- Le lendemain, Cane et Geneviève vont voir Colin. Ils le narguent et ont hâte qu'il aille en prison. Katherine apprend ce qu'il s'est passé par Malcolm et Sofia. Elle appelle Jill plusieurs fois mais celle-ci ne répond pas, refusant de se faire sermonner une nouvelle fois. Mais quelques jours plus tard, Katherine parvient à attraper Jill qu'elle voit au Gloworn. Elle ne fait pas la leçon à Jill, au grand étonnement de celle-ci mais la soutient et la conseille pour ne pas refaire les mêmes erreurs avec les hommes. Quelques minutes après, Geneviève entre au Gloworn et se dirige vers Lily et Neil, également là, pour fêter l'emprisonnement de Colin. Mais celle-ci refuse de lui parler. Le ton monte et Neil et Jill interviennent. Geneviève décide de fêter cette "bonne nouvelle" toute seule quand soudain, Colin surgit derrière elle. Tout le monde est surpris. Il leur annonce qu'il n'a pas été condamné car il dispose de l'immunité politique. Cane arrive derrière lui et confirme ses dires en disant qu'il a assisté au procès de son père. Il leur dit aussi qu'il compte rester ici uniquement pour Jill. Celle-ci lui dit qu'elle ne veut plus rien avoir à faire avec lui. Peu après, elle reçoit l'annulation de son mariage avec lui.

### Lily, Cane et Danny: le nouveau triangle amoureux
- Après sa séparation avec Cane, Lily et Danny se rapprochent. Pour elle, c'est un véritable ami et soutien moral. Alors ils sortent souvent ensemble, au début amicalement. Mais un jour, après avoir fait un footing ensemble, Danny, qui secrètement retombe amoureux d'elle, l'invite à boire un verre. Elle accepte et ils se rendent au Jimmy's. Là-bas, ils se montrent très complices et c'est alors que Danny l'embrasse. Mais au même moment, Cane sort du bureau du propriétaire du Jimmy's dans lequel il a décidé de postuler en tant que barman et les surprend sans qu'ils le voient. Il est blessé mais ne le montre pas et se contente de passer son chemin.
- Quelques jours plus tard, les Winters organisent une surprise à Lily pour son anniversaire. Danny est dans le coup. Cane n'est bien sûr pas invité mais il laisse malgré tout un cadeau pour Lily devant la porte de chez eux. En arrivant devant la porte, Danny le voit, lit la carte et constate que c'est un cadeau de la part de Cane. Alors, il déchire la carte et décide de le donner à Lily comme si c'était le sien. Mais en ouvrant le cadeau, qui se trouve être un parfum chic d'une boutique parisienne, Lily comprend tout de suite qui est la véritable personne se cachant derrière cee cadeau. Elle le dira d'ailleurs après la fête à Danny. Par ailleurs, au cours de la fête, Lily sent des tensions entre Malcolm & Sofia. Au bout d'un moment, elle les confronte et leur demande ce qu'il se passe. Elle, ainsi que Devon et Danny, apprennent alors que Neil et Sofia ont couché ensemble et qu'il est possible qu'il soit le père du bébé. Lily est particulièrement touchée par cette histoire car le schéma, comme pour sa conception et sa paternité, se répète.
- Le 17 aout 2011, c'est l'anniversaire de Danny. Eden, Kevin, Lily & Danny se retrouvent au Jimmy's pour l'occasion. Au bout d'un moment, la nounou des jumeaux appelle Lily pour qu'elle puisse lui donner le doudou de l'un des deux enfants au parc. Pendant ce temps, Cane passe par là et voit la nounou avec Charlie & Mattie. Il s'approche d'eux et commence à jouer avec eux. Quand Lily arrive avec le doudou et voit cane avec leurs enfants, elle s'énerve sur lui. Il comprend qu'elle soit furieuse puisqu'elle lui avait interdit d'approcher les enfants mais il n'accepte pas qu'elle l'éloigne des enfants et voudrait trouver un compromis. Mais Lily ne démord pas et refuse. Aussi, elle lui demande de signer les papiers du divorce. Lorsqu'elle retourne au Jimmy's, elle dit à Danny qu'elle a une surprise pour lui. Elle l'emmène à l'Athlétic Club dans une chambre pour faire l'amour mais alors qu'ils sont partis pour, elle n'arrête pas de penser à Cane et préfère tout arrêter, au grand dam de Danny qui cache sa frustration. Cependant, le lendemain, elle va chez lui pour s'excuser et ils finissent au lit.
- Le 31 aout 2011 (épisode diffusé en France en février 2015 sur TF1), Cane signe les papiers du divorce, ce qui le rend officiel, et en informe Lily. De plus, il lui annonce qu'il quitte Genoa dès aujourd'hui. Lily en parle ensuite avec Danny & Sofia. Celle-ci lui conseille de ne pas laisser partir Cane loin de leurs enfants car ils ont besoin de lui. Lily fonce à l'aéroport avec Charlie & Mattie avant qu'il n'embarque et le convainc de rester à Genoa. Le lendemain, Danny se rend chez elle et a la mauvaise surprise d'y voir Cane. Il dit à Lily qu'il ne comprend ce qu'elle fait. Après tout le mal qu'il lui a fait, elle le laisse revenir dans sa vie. Lily s'énerve, elle lui dit qu'il est uniquement là pour les jumeaux. Danny s'en va et craignant que Cane essaie de se rapprocher de Lily, il en parle à Neil. Neil confronte Lily à propos de Cane peu après. Elle lui dit qu'elle sait ce qu'elle fait et qu'elle ne retombera pas dans les bras de Cane. Elle comprend aussi que Danny lui a tout dit alors après avoir discuté avec son père, elle va voir Danny et rompt avec lui.
- Parallèlement, Cane travaille en secret avec Ronan afin de faire tomber son père pour tous ses crimes. Après que Gloria Bardwell lui ait dit qu'elle sait qu'il est mêlé à des affaires illégales, Colin décide de la tuer avec Geneviève en piégeant son manoir. Cane le découvre et surveille la maison avec Ronan. Lily remarque qu'il lui ment ces derniers temps et qu'il lui cache quelque chose alors elle le confronte et comme il n'est pas en mesure de lui donner d'explications, elle lui interdit de voir les jumeaux. Le 20 octobre, Colin met son plan en marche mais Geneviève et Gloria ne sont pas au manoir. Cependant, Lily, qui a téléphoné Geneviève plus tôt pour passer chez elle, arrive et entre dans la maison, en pensant qu'il y a quelqu'un, quand elle voit que la porte d'entrée est entre-ouverte. Quand il la voit rentrer, Cane court dans la maison et la retrouve dans la cuisine. Lily est étonnée de le voir là et pense qu'il l'a suivi mais Cane lui dit qu'ils n'ont pas le temps de parler et qu'ils doivent absolument partir. Lily refuse mais soudain ils sentent une odeur de gaz et une explosion retentit. Cane réussit à sauver Lily juste à temps en la portant mais Myrna Murdock, la gouvernante de Geneviève est gravement blessée. La police et les secours arrivent après et Cane explique tout à Lily. Elle apprend même que Chance était dans le coup depuis le début. Quant à Colin, il est arrêté pour tentative de meurtre et trafic de drogue au Moyen-Orient et extradé en Australie car son immunité diplomatique s'est avérée être fausse. Le soir venu, Cane rend visite à Lily. Celle-ci lui dit qu'elle lui pardonne tout et que rien ne pourra plus les séparer avant de l'embrasser. Ils finissent la soirée ensemble.

### Le remariage avec Cane
- Peu après, Cane lui annonce qu'il s'en va pour aider un ami, qui s'avère être William, et qu'il ne peut pas lui dire pourquoi. Il lui demande seulement de lui faire confiance, ce que Lily accepte de faire tout en craignant pour sa sécurité. Il revient à temps pour passer Thanksgiving en famille chez Neil. À cette occasion, Neil & Sofia leur annoncent leur fiançailles. Le 13 décembre marque l'anniversaire de Samantha. Ce jour-là, Geneviève est triste. Il décide alors de lui amener les jumeaux afin qu'elle puisse passer du temps avec eux. Il découvre à sa grande surprise que sa mère a gardé des photos & souvenirs de lui, ce qui les rapproche et finit par les réconcilier. Deux jours plus tard, Neil & Sofia se marient devant Lily et lui.
- Lily se fait ensuite embaucher chez Jabot en tant que photographe. Après que les relations entre Cane et sa mère se soient détériorées, Lily lui apporte un soutien indéfectible, ce qui lui remonte le moral. C'est alors qu'il la redemande en mariage et qu'elle accepte. Ils réunissent leur famille & amis sauf Geneviève dans le parc pour leur annoncer la bonne nouvelle et planifient de se marier le jour de la Saint-Valentin. La veille du mariage, Katherine leur fait la surprise d'organiser la cérémonie dans la villa d'un de ses amis en Provence et invitent tous les convives à utiliser son jet privé pour y aller. Avant la cérémonie, Cane chuchote à Jill qu'elle est la seule mère qu'il ait jamais aimée. Mais pendant la cérémonie, Jill s'aperçoit de loin Geneviève, les larmes aux yeux.

### Hilary Curtis, un danger pour la famille Winters-Ashby
- En juin 2013, Cane embauche Hilary Curtis comme assistante chez Chancellor Industries. Au même moment, la famille Winters, particulièrement Neil, reçoivent des messages des menaces sur GCBUZZ, le site sur l'actu de Genoa-City. Cane invite même Hilary à l'anniversaire des jumeaux. En juillet 2013, on apprend qu'Hilary s'appelle en réalité Anne Turner et qu'elle a changé de nom. La famille Winters commencent à douter d'Hilary, notamment Lily, assez méfiante. Hilary avoue finalement en août être responsable du harcèlement des Winters-Ashby et particulièrement de Neil, qu'elle tient pour responsable du décès de sa mère Rose Turner, lorsque Neil l'aurait abandonné dans un état d'ébriété alors qu'ils auraient été tous les deux alcoolisées. Neil dit avoir mis le panneau "Ne pas déranger" justifiant le fait que Rose était fatiguée et qu'elle avait besoin de sommeil.

- Fin août, on apprend qu'Hilary travaille avec Mason Wilder pour nuire aux Winters et qu'elle crée des articles sur GCBuzz dans le but d'anéantir leur famille. Elle essaye de faire rompre le mariage de Lily et Cane, mais Devon voit très vite sa supercherie et comprend que c'est elle la blogueuse de GCBuzz. En septembre 2013 (épisode diffusé en juillet 2016 sur TF1) elle embrasse Cane après une confession au Néon Écarlate. Quelques jours plus tard, elle drogue Cane dans sa suite au Club. Lily le retrouve à moitié nu dans la suite d'Hilary et le questionne sévèrement. Cane lui répond qu'il ne s'est rien passé. Mais il lui avoue que Mason est son partenaire. Avec l'aide de Devon et Neil, ils arrivent à contrer Hilary et Mason et à mettre fin à cette histoire. Après cette histoire, Neil ne tient pas à porter plainte contre Hilary mais il veut lui accorder une seconde chance car il pense qu'elle est une bonne personne. Elle rompt son accord avec Mason et pardonne également Neil.

### La cécité de Neil
- Au cours de l'année 2014, Hilary travaille désormais chez Jabot en compagnie de Jack. En mars, elle accompagne Neil a Los Angeles pour une réunion avec les Forrester et réalise son rêve en faisant une apparition sur le jeu télévisé The Price Is Right (Le Juste Prix en VF). Neil et Hilary se rapprochent de plus en plus et ont même une liaison secrète. Fin avril 2014, Devon, se sentant attiré par Hilary, veut lui déclarer sa flamme. Mais au même moment, il la surprend en train de faire l'amour avec Neil, sans savoir que c'est lui. Il expose ça devant tout le monde. Ce qui met en doute la famille Winters, disant que Neil a rapidement tourné la page avec Leslie. Il propose très rapidement à Hilary d'emménager avec lui et la demande même en mariage, elle hésite au début mais finit par accepter.

- Neil et Hilary se marient très rapidement au Parc Chancellor le 24 juin 2014 (épisode diffusée en France le 10 mai 2017 sur TF1). D'un autre côté, Hilary commence elle aussi à avoir une attirance pour Devon. Ce dernier, sûr de ses sentiments pour la jeune femme, lui demande de quitter Neil et de se mettre avec lui. Hilary accepte de quitter Neil mais à ce moment-là, Neil qui a prévu d'acheter une maison pour lui et Hilary au bord du lac, devient aveugle en s'électrocutant après avoir touché le courant électrique. Au vu de sa cécité, Neil souhaite quitter Hilary mais cette dernière, par pitié pour son mari, décide de mettre son début de relation avec Devon de côté et décide de rester aux côtés de Neil, ce qui anéantit Devon.

- Quelques mois plus tard, le 9 février 2015 (diffusée le 18 décembre 2017 sur TF1, lors de la Saint-Valentin, Neil recouvre la vue et surprend Devon et Hilary en train de faire l'amour, il redescend sans rien dire, le cœur anéanti. Le soir de la Saint-Valentin, Neil, Lily, Cane, Jill, Colin, Devon et Hilary vont à Chicago pour une réunion d'affaires et Neil a pris une bouteille d'alcool et a regardé l'étiquette, les autres ont constaté qu'il a recouvré la vue. Il annonce qu'il a en effet recouvré la vue et annonce aussi qu'il a surpris Devon et Hilary au lit en train de faire l'amour. Lily s'attaque à Devon mais Neil dévoile que Cane savait que Devon avait une liaison avec Hilary mais a gardé le silence et que Colin le savait également mais les faisait chanter. Jill a réalisé d'où venait l'argent de Colin. Neil montre une manette en argent. Il dévoile qu'il y a leurs vies mais au moment de la montrer, le crash se prépare. Finalement, l'avion se crashe en pleine forêt. Lily a disparu, Cane blessé, part la chercher, Neil, Jill, Colin et Devon sont également blessés et Hilary est inconsciente. Ils ont réussi à allumer un feu pendant que Neil et Devon essayaient de ranimer Hilary. Jill et Colin ont trouvé la manette et l'ouvrent, il y a des photos de famille. Neil demande à toutes les brûler sauf celle de lui et Lily. Cane retrouve finalement Lily, il la prend dans ses bras mais refuse de lui pardonner sa trahison. Hilary est réanimé grâce à Devon. Voyant Devon et Hilary assez proches, Neil réalise que son mariage avec Hilary est fini. Il va chercher les secours et finit par se perdre en forêt. Mais les secours le retrouvent lui et ses proches. Ils sont ramenés à Genoa City.

### Sa liaison avec Joe Clark
- Le couple de Lily et Cane rencontrent des problèmes lorsqu'elle apprend que Cane était au courant de la liaison secrète de Devon et Hilary et qu'il a gardé le silence. Il se rapproche de Lauren pour l'aider à gérer Fenmore's. Lauren accepte et engage Cane. Mais leur partenariat se solidifie et se transforme en une amitié. Michael remarque qu'une alchimie naît entre eux et ce dernier, atteint d'un cancer (voir Michael Baldwin ou Lauren Fenmore Baldwin) tente de les rapprocher, pensant que Cane pourrait mieux satisfaire sexuellement Lauren, oubliant le fait que Cane est marié et père de famille. Lily ne tarde pas à constater ce rapprochement et en devient jalouse. Elle confronte Lauren en parlant de son infidélité envers Michael en justifiant l'exemple de Carmine Basco. Lauren part furieuse et Cane tente de la rattraper et de la calmer, ce qui mène à un baiser. Michael les surprend en cachette au Parc Chancellor. Lauren et Cane se rendent compte très vite de leur erreur et décident de rester que des simples amis. De son côté, Lily laisse place au bénéfice du doute et s'excuse auprès de lui. Mais un jour, elle rencontre Michael et celui-ci lui met des soupçons dans sa tête, évoquant en partie Lauren et Cane. Lily part confronter Lauren, qui lui avoue son baiser avec Cane. Furieuse, elle part confronter Cane au sujet du baiser. Cane va ensuite voir Lauren pour lui demander les raisons pour lesquelles elle a dévoilé leur secret. Lily commence à traquer Cane et s'empare des vidéos de caméra-surveillance de l'hôtel. Elle trouve dans l'une d'elles une vidéo de Lauren entrant dans la chambre d'hôtel de Cane, ce qui laisse penser qu'il s'est passé quelque chose et Lily part à nouveau confronter Cane mais ce dernier ne justifie rien. Lily montre alors à Michael la preuve comme quoi Cane et Lauren coucheraient ensemble. Plus tard, Lily et Cane se disputent. Joe Clark, l'ami de Cane tombé amoureux de Lily, les surprend et suit Lily. Il tente de la calmer mais sur les coups des nerfs, Lily embrasse Joe par vengeance et ils finissent par coucher ensemble.

- Après leur nuit passée ensemble, Lily réalise son erreur et demande à Joe de garder le secret concernant leur relation. Un peu plus tard, Joe est accusé de viol sur Avery et utilise Lily pour justifier son acte, expliquant à Cane avoir couché avec sa femme. Ce dernier le frappe et chasse Lily et lui demande la garde exclusive des jumeaux. Il surprend même Lily et Joe s'embrasser un jour. Cane et Lily finissent tout de même par se réconcilier lorsqu'ils se rendent compte que leur séparation affecte leurs enfants, malgré la cassure du côté de Cane. Peu après, Joe est innocenté de l'affaire sur le viol d'Avery, ce qui pousse cette dernière à quitter la ville. Lily et Joe commencent à se rapprocher et elle lui suggère d'accompagner Charlie a des matchs de base-ball lorsque Cane n'est pas en ville. Charlie et Mattie commencent à l'appeler "Oncle Joe", ce qui met en rogne Cane. Lorsque celui-ci est accusé d'être responsable de la disparition d'Hilary mi-2015, Lily demande à Cane de s'éloigner des enfants et de ne pas venir lors de la fête d'Halloween. Cane respecte sa volonté mais transgresse sa promesse lorsqu'il apprend que Joe s'y est rendu avec Lily et les enfants. Il se rend chez Newman Entreprises. Cane tente de sauver sa famille, mais il est attaqué par un homme, déguisé en diable rouge (Joe), sans savoir qu'il s'agit de son rival. Il est ensuite assommé, traîné et enfermé dans un local. Plus tard dans la soirée, un incendie meurtrier se propage et tous les invités sont bloqués sur place. Il réussit à sortir lorsque la porte, bloquée à ce moment-là, explose et s'empresse de retrouver sa famille à l'hôpital. Réalisant qu'il s'agissait de Joe sous le costume de diable rouge, Cane l'accuse d'avoir voulu lui ôter sa vie.

- Joe ramène Lily à la maison et ils couchent à nouveau ensemble. Colin appelle Joe et lui dit qu’il a une proposition d’affaires pour lui. Colin explique les détails de la proposition, mais Joe n'est pas intéressé et s’en va. Lily trouve un sweat à capuche dans le coffre-fort de Joe qui correspond à celui que la personne qui a extorqué Devon portait. Joe prétend que le sweat à capuche a été planté pour l’encadrer, mais son ADN se trouve sur le sweat à capuche. Étant donné que le sweat à capuche a été obtenu illégalement, il est considéré comme non admissible.

- Joe entend Cane et Lily se disputer et emmène Lily acheter un arbre de Noël. La voiture tombe en panne et Joe et Lily se réfugient dans le chalet des Abbott. Joe commence à soupçonner que Lily est en train de le piéger, et l'empêche de partir. Joe commence à blâmer Lily sur la façon dont il lui a fait confiance et du retour des choses. Il la compare à Avery et leur trouve des points communs sur leur manque de confiance envers Joe. Il insiste ensuite sur le fait que Cane n’est pas bon pour elle. Lily panique et tente de s’échapper mais Joe la poursuit et l’attrape grossièrement par les bras. Joe refuse de laisser Lily quitter le chalet. Lorsque Cane et Devon font irruption dans la cabine, Joe prend Lily en otage. Devon trompe Joe en lui ajustant qu’il a encadré Cane pour montrer à Lily la vérité sur le genre d’homme qu’il est. Paul arrive et arrête par la suite Joe. Par la suite, il est condamné à six ans de prison pour avoir extorqué de l'argent à Devon et pour avoir agressé Cane. Lily est soulagée d'apprendre que Joe purgera sa peine hors de l'état du Wisconsin. Cependant, Cane à du mal à lui pardonner pour sa relation avec Joe et s'éloigne plus ou moins de Lily, envisageant même de divorcer. Ils finissent néanmoins par se remettre ensemble quelques semaines plus tard lors d'une tentative de rapprochement orchestré par Jill, Colin, Lauren et Michael.

### L'aventure Pêche d'Enfer: Cane trompe Lily
- En 2017, Lily travaille désormais comme mannequin de Pêche d'Enfer et est l'ambassadrice de leurs produits. Elle travaille en collaboration avec Jordan Wilde, photographe et ami de longue date de Lily. En mars, Cane se rend à Tokyo avec Juliet Helton, la consultante de Pêche d'Enfer afin de négocier un contrat pour la ligne de parfum pour hommes de la marque dans le marché asiatique. À leur retour, Cane réussit à faire obtenir un emploi à Juliet au sein de Pêche d'Enfer basé à Genoa City.

- Mais quelques semaines plus tard, Juliet, qui vient d'être renvoyée à la suite d'une bêtise (voir Victoria Newman, Billy Abbott ou Cane Ashby) assigne en justice Pêche d'Enfer en accusant Cane de viol et demande une indemnité. Victoria refuse sa demande et souhaite classer l'affaire sans suite. Finalement, vu qu'aucun accord ait été trouvé entre les deux parties, l'affaire part en instance judiciaire où Cane, Victoria, Juliet et Lily sont questionnées par Michael et Leslie sur cette affaire. Leslie dévoile par surprise la vidéo-surveillance de l'hôtel datée de la nuit du 13 mars 2017 où l'on voit Cane et Juliet rentrer dans la même chambre, mais rien ne prouve une quelconque agression sexuelle ou même une relation. Lily, dévastée, quitte la salle d'audience avant la fin, Cane tente de la rattraper, mais Lily ne veut rien savoir. Elle finit par croire Cane à propos de la nuit à Tokyo et de le soutenir. Ce n'est qu'en fin juin, après une dispute entre Lily et Juliet au Club et que cette dernière est emmenée à l'hôpital, qu'elle apprend à Cane et Lily qu'elle est enceinte et que Cane pourrait être le père de son enfant puisque les dates collent avec la relation à Tokyo (13 semaines). Lily, une nouvelle fois dévastée, refuse de parler à Cane. Voyant que son mensonge la trahit une nouvelle fois et qu'il est coincé, Cane décide d'avouer la vérité à Victoria sur ce qu'il s'est passé à Tokyo. Victoria n'a plus d'autre choix que de verser une indemnité à Juliet. Elle décide par ailleurs de virer Cane pour tous ses mensonges et ses trahisons.

- Cane désormais au chômage, cherche rapidement du travail mais voit ses entretiens d'embauche tomber à l'eau puisque la cause de son renvoi a été ajoutée à son CV. Cane l'annonce aux jumeaux, sans pour autant annoncer la cause exacte de son renvoi. Malgré ça, il affirme que les accusations de Juliet sont fausses. Juliet vient les rendre visite pour avoir une explication avec Cane et Lily. Elle dit que Cane n'est pas obligé de s'impliquer dans la vie de l'enfant et qu'elle s'en chargera d'elle-même. Lily persuade Cane de s'impliquer dans la vie de l'enfant. Les jumeaux finissent par apprendre l'infidélité de leur père et lui tournent le dos. Quelques jours plus tard, William surprend Jesse, le caméraman qui a filmé l'évènement à Los Angeles, en train de discuter avec Cane. Remarquant une discussion assez tendue entre les deux hommes, William et Victoria confrontent Jesse et le piègent. Ils réussissent à récupérer la séquence complète du making-of du tournage, qui innocente William (voir Billy Abbott ou Cane Ashby) et apprennent que Cane a supprimé toutes les séquences sauf celles-ci afin de nuire à William. Ils partent tout rapporter à Lily en présence de Cane, qui avoue son acte et également avoir emprunté la bourse scolaire des jumeaux pour l'université dans le but de le faire taire. Ne supportant plus ses mensonges, Lily le chasse de chez eux sans pour autant dire la vérité à leurs enfants. À cause des bêtises de Cane, Pêche d'Enfer se retrouve en crise financière et voit leurs ventes régresser, ce qui fait que Lily et Jordan perdent leur emploi.

- Victoria effectue un emprunt financier auprès de Neil, qui s'est proposé de l'aider, et permet à Pêche d'Enfer de reprendre là où ils s'étaient arrêtés. Lily et Jordan sont réengagés. Ces deux-là se rapprochent de plus en plus, bien que Lily soit encore bouleversée par tout ce qu'a fait Cane et met les choses au clair avec Jordan, fraîchement séparé d'Hilary. Ils dînent ensemble un soir en compagnie de Charlie et Mattie, que Cane surprend discrètement. Entre-temps, la relation entre Mattie et Cane s'arrange plus ou moins, bien que Cane a du mal avec Reed Hellstrom, le nouveau petit-ami de Mattie et fils de Victoria. Lily, qui voit que la relation entre Cane et Charlie ne s'arrange pas, tente de les faire réconcilier en proposant à Charlie d'aller manger avec son père, ce qu'il accepte à contrecœur.

- Toujours dans le but de sauver son mariage, Cane suggère à Lily d'aller voir un conseiller conjugal, ce qu'elle accepte après quelques réticences. Le lendemain, ils partent voir une conseillère conjugale mais tout ne se passe pas comme prévu, en effet, Lily reproche toujours à Cane de l'avoir trompé et menti. De plus, elle ajoute qu'elle est venue pour les enfants et qu'elle ne sait plus si elle veut réellement sauver son mariage. Déprimé, Cane passe sa soirée à l'Underground. Malgré tout, il rentre ensuite chez lui ou il a une discussion avec Lily. Après le départ de Cane, Lily fait appel à Michael et lui annonce sa volonté de divorcer de Cane. Ce dernier l'apprend par le biais de Michael, qui se présente comme l'avocat de Lily. Cane va d'abord confronter Jordan à propos de ses sentiments envers Lily, puis il va voir sa femme à propos de cette décision soudaine. Il décide de respecter son choix au vu du peu d'espoir qu'il a de la reconquérir. Ils expliquent ça aux jumeaux, qui sont effondrés de la nouvelle.

- Lily finit par prendre l'ancien poste de Cane et celui de Juliet. En octobre 2017, Cane part rendre visite à Jill et Colin. Il revient à Genoa avec un travail : Jill lui a confié la direction de Chancellor Industries et en fait part à William, Victoria, Lily et Juliet. Un jour, Lily surprend Juliet au manoir Chancellor et apprend qu'elle y réside après qu'elle a demandé à Cane de garder les enfants avant de partir en voyage d'affaires, elle le confronte à ce sujet. Plus tard dans la soirée, Cane rentre chez lui et surprend Mattie en compagnie de Reed, il ordonne à Reed de sortir mais il apprend par Charlie que Victoria et Lily ont autorisé leurs enfants à se fréquenter à nouveau, ce qui met Cane en rogne et provoque une dispute avec Lily, intervenue plus tard. Fin octobre, Lily part en voyage d'affaires à Dallas et demande à Cane de surveiller les jumeaux, ce qu'il accepte. Le soir d'Halloween, l'Underground prend violemment feu (voir Nicholas Newman). Charlie, Mattie et Reed, présents sur les lieux, sont sauvés par William mais celui-ci ayant perdu pas mal d'oxygène, est sauvé par son frère Jack (voir Billy Abbott). Après cet incident, Lily revient sur son accord à propos de Matilda et Reed et avec Cane, ils ordonnent à leur fille d'arrêter de fréquenter Reed.

### La naissance de Sam Ashby: réconciliation entre Cane et Lily
- Après l'incident de l'Underground lors de la fête d'Halloween, Lily et Cane ont leur audience a propos du divorce qui approche. La veille de l'audience, Cane, ivre, rend visite à Lily, sans succès puisqu'elle n'ouvre pas la porte. Des voisins contactent la police et Cane est finalement mis en garde à vue, en compagnie de William (voir Cane Ashby et Billy Abbott). Le lendemain, jour de son audience pour le divorce, Cane arrive en retard et cache aux autres son arrestation de la veille, ce n'est qu'à la suite d'une discussion un peu tendue avec Juliet que les autres apprennent ce qui est arrivé a Cane. Plus tard, au moment où le juge allait rendre son verdict, Charlie signale aux autres que Juliet a fait un malaise et qu'elle perd du sang. L'audience est mise en suspens et Cane et Lily se rendent à l'hôpital. Sur place, ils apprennent que le fils de Cane est né prématurément, mais que Juliet n'a malheureusement pas survécu. Elle meurt le 9 novembre 2017 (épisode diffusé le 28 septembre 2020 sur TF1). Lily décide d'appeler l'enfant "Sam" en hommage à Samantha Ashby, la sœur décédée de Cane.

- Après la naissance de Sam, Lily et Cane se rendent compte que le petit a besoin d'une opération pour survivre. Ils font don de sang à Sam pour sa guérison. Cane n'est pas compatible avec Sam, contrairement à Lily qui l'est. Cependant, leurs dons de sang ne sont pas assez solides pour permettre à Sam de survivre. Quand Lily l'apprend aux jumeaux, Charlie se propose de donner son sang directement, à l'opposé de Mathilda qui est sous la réserve à cause des changements au sein de leurs familles. Néanmoins, elle revient sur sa décision et se propose elle aussi pour faire un don de sang à Sam. Charlie n'étant pas compatible, Mattie se porte garante pour essayer de sauver son petit frère. L'opération fonctionne et Sam guérit. Après la guérison de Sam, les tensions entre Cane et Lily s'apaisent. Le soir du Nouvel An, Jill et Esther organisent une soirée en tête à tête dans le but de les remettre ensemble, ce qui ne marche pas, Cane et Lily pensant que l'un et l'autre est passée à autre chose. En janvier 2018, Lily part en voyage professionnel à Paris en compagnie d'Abby. Ayant peur de perdre toute chance de se réconcilier avec Lily et avec des conseils avisés de William, Cane la suit à Paris pour lui faire la surprise. Il ne parvient pas à trouver Lily directement. C'est en croisant Abby devant sa chambre que Cane apprend que Lily est partie à l'aéroport afin de rentrer à Genoa. Cane se dirige à l'aéroport et finit par la trouver, ils retournent à l'hôtel ou les amoureux s'expliquent et finissent par faire l'amour et se remettre ensemble (épisodes diffusées le 30 novembre, le 1er et le 2 décembre 2020 sur TF1).

- À la suite de leur escapade romantique, Cane et Lily rentrent à Genoa City. Ils annoncent à leurs enfants qu'ils se sont remis ensemble et que Cane revient habiter au domicile familial. Cependant, lorsque Cane aborde le sujet concernant Sam, Lily et Mattie sont sous la réserve concernant sa venue dans la famille. Charlie est, en revanche, plus ouvert concernant l'intégration de Sam chez les Ashby. Cane remarque néanmoins que Lily, mais aussi Mattie sont mal à l'aise concernant leur nouvelle vie avec le petit Sam. Il tente de les raisonner de temps en temps. Le 14 février 2018, jour de la Saint-Valentin, Cane et Lily renouvellent leurs vœux en famille devant Charlie, Mattie et Sam (épisode diffusé le 30 décembre 2020 sur TF1). Ils apprennent un peu plus tard grâce à une clé USB que Devon leur a donné qu'Hilary avait menti concernant l'histoire du possible harcèlement sexuel de Cane envers Juliet lorsque cette dernière avait perdu son emploi. Cane comprend alors que c'est Hilary qui avait demandé à Juliet d'accuser Cane et ce dernier comprend également comment Juliet avait réussi à se procurer Leslie Michaelson en tant qu'avocate. Lily et Cane partent confronter Hilary et la blâment pour ce qu'elle a fait.

### Du décès tragique d'Hilary à l'incarcération de Lily
- Quelques mois plus tard, Hilary, désormais enceinte, vit avec Devon dans son appartement et héberge également Shauna Nelson, une adolescente ayant des problèmes familiaux et qui est la nouvelle petite-amie de Charlie. Mi-juillet 2018, Shauna invite Charlie à passer la nuit chez Devon et Hilary, seuls. Ils finissent par coucher ensemble (on apprend dans les épisodes suivants que ça n'a pas été le cas). Lorsque Lily l'apprend, elle se rend chez Devon et se dispute avec Hilary. Shauna finit par s'enfuir et Lily, Hilary et Charlie se ruent à sa recherche. Durant le trajet, Lily et Hilary ont une violente dispute entraînant un accident de voiture lorsque Lily grille un feu rouge le 18 juillet 2018 (épisode diffusée le 1er juin 2021 sur TF1). Lily et Charlie s'en sortent indemnes mais Hilary est grièvement blessée et est emmené à l'hôpital. Nate Hastings, le fils d'Olivia, de retour à Genoa depuis peu, tente de sauver Hilary et le bébé, mais cette dernière finit par perdre son bébé et Nate annonce à Devon que cette dernière est mourante et que ses jours sont comptés. Devon décide de se remarier avec Hilary sans lui dire son sort final (elle l'apprend très vite) et Cane et Neil décident de lui pardonner. Hilary et Devon se remarient juste avant qu'Hilary rend son dernier souffle. Elle meurt le 27 juillet 2018 (épisode diffusée le 10 juin 2021 sur TF1).

- Après la mort d'Hilary, Devon décide d'organiser rapidement ses obsèques. Lily culpabilise car elle se sent responsable de la mort de la jeune femme, sans réaliser qu'elle est réellement responsable de sa mort. Cane, qui a appris que Lily est responsable du décès d'Hilary, suggère à sa femme et à son fils de se taire, afin de ne pas l'envoyer en prison. Il apprend également que Shauna est au courant du défaut de feu rouge de Lily et lui demande de se taire. Lors des obsèques d'Hilary, famille et amis sont conviés. Chacun sort un discours sur Hilary et celle-ci les écrit en retour (juste avant son décès). Plus tard, à la fin de la cérémonie, Lily tente de s'excuser auprès de Shauna mais celle-ci ne croit pas à son mea culpa et dévoile publiquement la responsabilité de Lily dans l'accident d'Hilary. Cane tente de couvrir le crime de sa femme mais Charlie confirme les dires de Shauna. Lily justifie avoir réellement oublié être responsable de l'accident, mais Devon pense qu'elle a délibérément tué Hilary et entre en conflit avec elle, la menaçant de la dénoncer à la police, bien que Lily souhaite obtenir le pardon de son frère.

- Avec les charges qui pèsent contre elle, Lily envisage de se dénoncer à la police en faisant une nouvelle déposition. Ayant peur de perdre sa femme, Cane tente de l'en dissuader mais Lily souhaite avouer son crime. Elle fait appel à Michael pour la représenter. Paul arrive juste après et auditionne en privé Lily, et enregistre sa déposition, sans la présence de Cane. Lily avoue à Paul être responsable de la mort d'Hilary, malgré les conseils de Michael. Voyant une Lily bouleversée, Paul interrompt l'enregistrement. Cane apprend ensuite que Lily a avoué son crime. Michael leur apprend ensuite qu'avec sa déposition, Lily pourrait encourir 20 ans de prison pour homicide involontaire. Cane tente alors à nouveau de convaincre Devon de ne pas envoyer sa sœur en prison, mais il refuse à nouveau d'écouter Cane et lui dit ce qu'il pense concernant la sentence de Lily. Cane manque de le frapper mais Nate réussit à intervenir. Cane s'excuse ensuite et part. Il envisage ensuite de quitter la ville avec Lily, Charlie, Mattie et Sam pour se rendre à Sydney, en Australie, grâce à l'aide de Colin, en achetant des billets d'avion. Lily l'apprend et refuse de le suivre, voulant assumer son acte en compagnie de sa famille.

- Le 3 septembre à lieu la date de l'audience de Lily. Malgré les conseils de certains, Devon souhaite aller jusqu'à la peine maximale. Cane témoigne en premier, dédouanant Lily pour son crime et se rendant responsable de l'accident, celui-ci ayant caché à tout le monde dont Lily et Devon la responsabilité de sa femme lors de l'accident. Puis vient le tour de Shauna, qui parle avec tristesse d'Hilary et demande au juge à être clément envers elle. Et enfin vient le tour de Devon et Lily. Si Lily se rend responsable du meurtre en étant anéantie, Devon lui est ferme et souhaite que Lily écope de la peine maximale. Au moment de la décision du juge, Cane demande à Devon de revoir sa déclaration pour éviter à Lily la prison. Lorsque le juge veut rendre son verdict, Devon le coupe et refait une déclaration, qui va en faveur de Lily et demande au juge d'être plus clément envers sa sœur, ce qui redonne de l'espoir aux Ashby. Refusant ensuite de voir qu'ils ont gagné, Devon quitte l'audience et se rend au Néon Ecarlate. Cane le suit et tente de le convaincre d'être présent lorsque la sentence sera prononcée. Devon refuse. Mais il croise Sharon qui le conseille d'être présent pour sa sœur. Devon finit par être convaincu et revient à l'audience. Le juge rend son verdict et Lily se voit refuser son permis de conduire pendant 2 ans, écope d'une amende de 50 000 dollars et est condamnée à 1 an de prison. Les Ashby sont abattus et Devon s'excuse auprès d'eux (épisodes diffusées le 19 et 20 juillet 2021 sur TF1).

- Lily est incarcérée dans la prison de Walworth et Cane et les jumeaux la rendent régulièrement visite. Lily leur assure qu'elle va bien mais lorsque Charlie et Mattie partent, Lily avoue à Cane qu'elle est anéantie et qu'elle est mal à l'aise vis-à-vis des autres prisonnières qui l'ont reconnue. Cependant, Charlie remarque qu'elle va mal et se met à sécher secrètement les cours, bouleversé par l'incarcération de sa mère. Il va voir Devon pour lui demander de rendre visite à Lily. Devon ne l'entend que d'une oreille et ne promet rien. Mais il vient finalement la voir en prison pour s'expliquer avec elle et accepte le pardon de Lily, sous les yeux de Cane et les jumeaux.

- Quelques semaines plus tard, Lily est placée à l'isolement à la suite d'une altercation avec d'autres détenues. Lily a défendu une codétenue avec qui elle s'est liée d'amitié, entre autres, et celle-ci a été accusée de vol par les autres codétenues. Lily est intervenue et s'est retrouvée mêlée à la bagarre. En rendant visite à sa femme en prison, Cane se rend compte qu'elle n'est pas présente. Avec Nate, il apprend par la directrice de la prison l'altercation de Lily et la raison de son absence. Lorsque Lily sort de l'isolement, elle apprend à Cane et Neil qu'elle va être transférée dans une autre prison, à 4 heures de route de Genoa, afin d'assurer sa sécurité. Cane ne comprend pas ce choix puisque c'est Lily qui à également été agressé avec sa codétenue. Devon apprend cela lui aussi et tente de convaincre le Sénateur de revoir sa décision concernant Lily pour une punition plus adéquate. Mais celui-ci refuse sa requête. Lily est alors transférée et dit au revoir à sa famille, dévastés par ce changement. Cane envisage ensuite de déménager et prend un appartement près de Lakewood, la ville ou Lily et incarcérée, mais les jumeaux sont contrariés et n'osent pas en parler à leur père. Ils vont voir leur oncle Devon et lui en parlent. Devon décide d'appeler Cane et lui demande de ne pas penser qu'à lui pour une fois. Cane revoit sa décision en comprenant que Charlie et Mattie ne veulent pas partir et en pensant à ce que Lily dirait, il décide d'annuler leur déménagement.

- À Lakewood, Lily donne désormais des cours aux femmes détenues. Avec l'éloignement, Cane rend de moins en moins visite à Lily. Elle lui adresse une lettre lui disant qu'ils ne sont plus sur la même longueur d'onde. Après avoir lu la lettre, Cane se rend à Lakewood et discute du jour de la libération de Lily, mais contrariée, celle-ci le coupe en donnant raison aux arguments de sa lettre : ils ne sont pas sur la même longueur d'onde. Cane refuse d'affronter l'instant présent en se précipitant vers le futur et Lily souhaite affronter ce qu'elle vit avant de parler d'avenir. Leur discussion se termine sous tension à cause de leur longueur d'onde. Lily en parle à Neil, qui confronte ensuite Cane à ce sujet en rentrant à Genoa. Quelques jours plus tard, William rend visite à Lily en prison et lui apprend que Cane et Victoria se sont embrassées, ce qui étonne Lily, puisqu'ils se détestent. Dévastée, Lily décide d'interrompre les visites et refuse de voir Cane. Quelques semaines plus tard, Lily fait parvenir par courrier à Cane une demande de divorce et demande à le voir. Cane part lui rendre visite, espérant la dissuader de poursuivre sa demande de divorce mais Lily est catégorique : elle souhaite divorcer et lui confie que ce n'est pas le baiser de Cane et Victoria qui l'a décidée, mais ce sont leurs nombreuses erreurs à tous les deux. Elle lui apprend aussi qu'elle sortira plus tôt que prévu grâce aux bonnes actions qu'elle fait en prison. Cane est ravi que Lily puisse sortir dans quelques jours mais est dévasté qu'elle souhaite mettre fin à leur mariage.

- Lily est libérée le 19 avril 2019. Elle se rend chez elle où elle s'explique avec Cane sur son retour express. En effet, elle envisage de se rendre à la soirée d'inauguration du nouveau restaurant d'Abby et Devon puis de quitter directement la ville pour se consacrer à l'enseignement de ses anciennes codétenues à Lakewood. Cane tente de lui faire changer d'avis en lui faisant part de son nouveau projet de vie : il a démissionné de son poste de PDG aux Industries Chancellor et souhaite venir en aide aux autres. Mais cela ne suffit pas à Lily qui lui fait comprendre qu'elle souhaite toujours divorcer. Cane lui demande alors une dernière faveur : l'accompagner à la soirée d'ouverture du Society. Lily accepte.

### La mort de Neil
- Le 22 avril 2019, Devon inaugure avec Abby leur nouveau restaurant, le Society. Tout Genoa se rend à l'évènement y compris Lily, tout juste sortie de prison, qui s'y rend avec Cane. Elle annonce à Devon sa volonté de divorcer de Cane et de refaire sa vie ailleurs. Devon approuve son choix. Les jumeaux les rejoignent et préviennent Lily et Devon que Neil arrivera au cours de la soirée. Au fil du temps, Devon se rend compte que Neil tarde à venir et s'inquiète de n'avoir aucune nouvelle de son père. Il rentre chez lui chercher son père qui fait une sieste avant de se rendre à la fête. Mais il apprend une terrible nouvelle : Neil est mort pendant son sommeil. Anéanti, Devon retourne au Society et annonce tout d'abord à Lily le décès de Neil, puis au fur et à mesure, l'ensemble des proches des Winters apprennent le décès de Neil (épisode diffusé le 1er mars 2022 en France sur TF1).
  - (En réalité, la mort de Neil a été décidée et réalisée par les scénaristes à la suite du décès de Kristoff St. John le 3 février 2019, qui a joué le rôle de Neil Winters entre 1991 et 2019, les réalisateurs rejetant l'idée d'un recast du personnage et voulant rendre hommage au seul acteur l'ayant incarné).

- Lily, bouleversée par le décès de son père, cherche à comprendre les raisons pour lesquelles Neil est mort. Nate leur apprend que Neil a été victime d'un AVC pendant son sommeil et qu'il n'a pas souffert en mourant. Lily culpabilise et s'accuse du meurtre de son père, qui gérait mal l'incarcération de sa fille. Le lendemain, tout Genoa se rend aux obsèques de Neil, avec le retour d'anciens personnages tels que Malcolm, Leslie ainsi que Sofia et le petit Moïse. Certains apportent un témoignage tels que Malcolm, Devon, Victor et Jack. Cane témoigne également à la place de Lily, qui à cependant du mal a exprimer ce qu'elle ressent mais y parvient avec l'aide des autres. Après la cérémonie, tout le monde se retrouve chez Devon et évoque chacun quelques souvenirs qu'ils ont partagés avec Neil. Le lendemain des obsèques de Neil, Lily quitte Genoa pour Lakewood et laisse un mot pour Cane. Ils divorcent un mois plus tard.

### Retour de Lily
- En mars 2020, après être sorti de prison Lily est reviens à Genoa City ou Jill lui propose de diriger la nouvelle branche de Chancellor "Chancellor Communications" aux côtés de William.

## Source
- http://www.soap-passion.com/yr/
- « Site sur Les Feux de l'amour », sur Site sur Les Feux de l'amour (consulté le 2 mars 2024)
- http://www.cbs.com/daytime/the_young_and_the_restless//
- (en) « The Young and The Restless on CBS » [vidéo], sur CBS (consulté le 2 mars 2024)